# Yūichi Ito
 Yūichi Ito  (nacido el 6 de agosto de 1986) es un tenista profesional japonés, nacido en la ciudad de Osaka.

## Carrera
Su mejor ranking individual es el Nº 325 alcanzado el 5 de julio de 2010, mientras que en dobles logró la posición 328 el 8 de julio de 2013.
No ha logrado hasta el momento títulos de la categoría ATP ni de la ATP Challenger Tour, aunque sí ha obtenido varios títulos Futures tanto en individuales como en dobles.